# Karmenu Vella

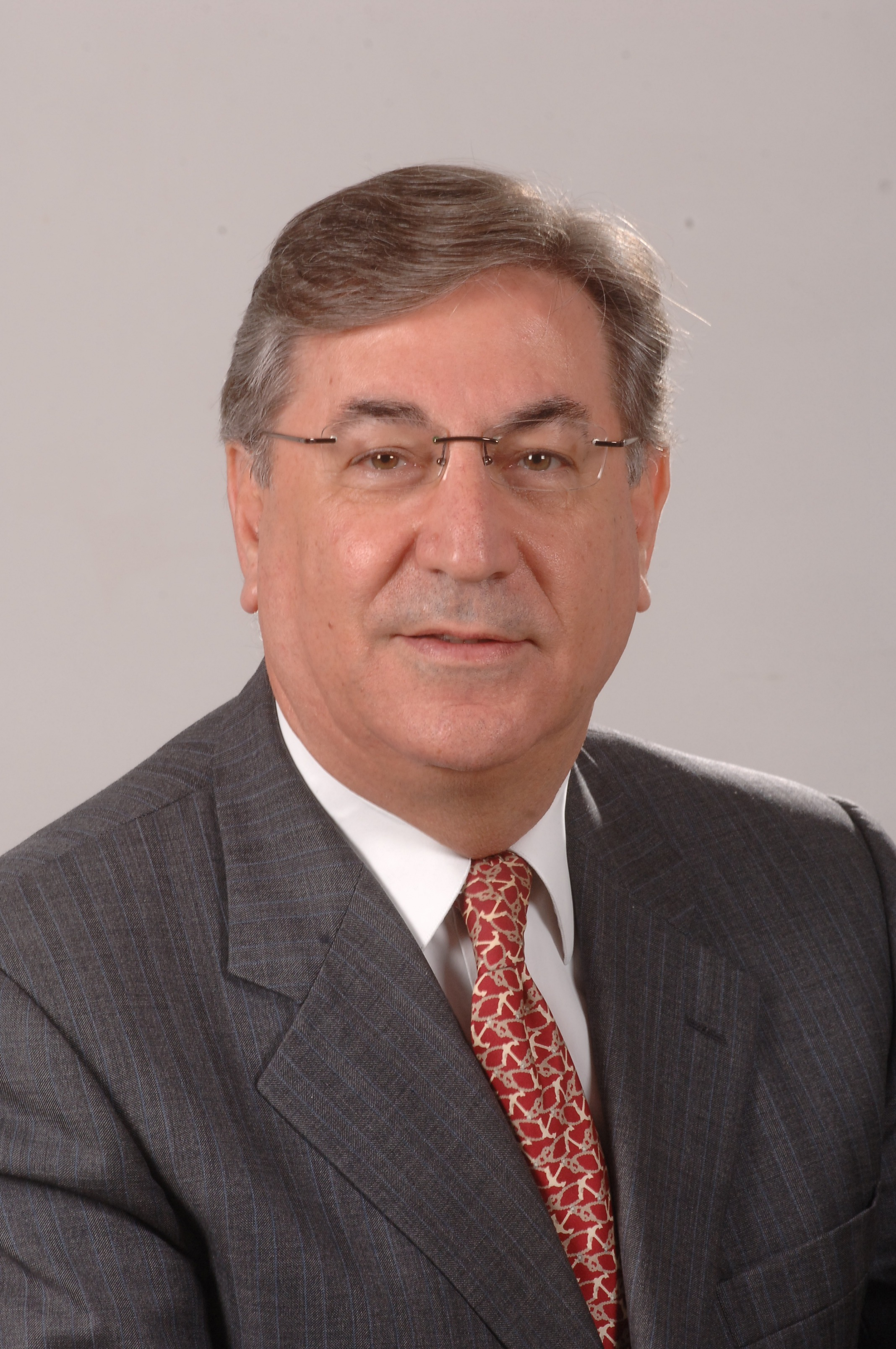
Karmenu Vella 2007

Karmenu Vella (* 19. Juni 1950 in Żurrieq) ist ein maltesischer Politiker der Partit Laburista (PL). Von 2014 bis 2019 war er Kommissar für Umwelt, Maritime Angelegenheiten und Fischerei in der EU-Kommission unter Jean-Claude Juncker. Davor war er mehrfach Minister in Malta. Außerhalb seiner politischen Mandate war in diversen Unternehmen tätig, unter anderem als Vorstandsvorsitzender der Corinthia Hotels International.

## Ausbildung
Nach dem Schulbesuch studierte er Architektur und Bauingenieurwesen sowie anschließend Tourismusmanagement. Im Anschluss war er zunächst als Bauingenieur und dann als Architekt tätig. Darüber hinaus war er zeitweise Sekretär für Dienstleistungen des Gewerkschaftsbundes (General Workers Union).

## Politische Karriere
Seine politische Laufbahn begann er als Kandidat der Partit Laburista (PL) bei den Wahlen von 1976 als er zum Abgeordneten  gewählt und bei den nachfolgenden Wahlen von 1981, 1987, 1992, 1996, 1998 sowie 2003 jeweils wiedergewählt wurde. Während dieser Zeit vertrat er die Interessen des Wahlkreises 5.
Von 1981 bis 1984 war Vella Minister für öffentliche Arbeiten und danach Industrieminister in den von der PL geführten Regierungen. Zuletzt war Vella von Oktober 1996 bis September 1998 Tourismusminister im Kabinett von Premierminister Alfred Sant. In der Opposition war er als tourismuspolitischer Sprecher Mitglied des „Schattenkabinetts“ der PL.
Nach seinem Ausscheiden aus der Regierung wurde er zunächst stellvertretender Vorstandsvorsitzender und dann Vorstandsvorsitzender (Chairman) der Corinthia Hotel International Hotel Management and Operating Company.
Unmittelbar vor den Wahlen 2008 warf Jeffrey Pullicino Orlando, ein Abgeordneter der konservativen Nationalist Party, Vella sowie einem anderen ehemaligen PL-Minister vor, Einkommen nicht versteuert zu haben. Vella selbst wurde bei den Wahlen am 8. März 2008 dennoch erneut als PL-Kandidat im Wahlkreis 5 ins Parlament gewählt. Als Abgeordneter gehörte er dem Wahlausschuss (Select Committee) an.
2013 wurde Vella Tourismusminister im Kabinett von Premierminister  Joseph Muscat.

### EU-Kommissar
Ab 2014 war Karmenu Vella als Kommissar für Umwelt, Maritime Angelegenheiten und Fischerei ein Mitglied der Europäischen Kommission. Bei der Vergabe der Fangquoten für das Jahr 2015 war er in dieser Position federführend für die Abkehr der durch Nachhaltigkeit geprägten Politik seiner Vorgängerin Maria Damanaki hin zu einer unnachhaltigen Fischereipolitik.
Vella gab 2015 einen umfangreichen „Fitness-Check“ der EU-Naturschutzrichtlinien Natura 2000 in Auftrag. Die Studie bestätigte, dass nicht EU-Recht, sondern die mangelhafte Umsetzung vor Ort und die EU-Agrarpolitik das Hauptproblem für den Artenschwund sind. Vogelarten der intensiv genutzten Agrarlandschaft nehmen weiter drastisch ab, während sich die Bestände vieler in Natura-2000-Gebieten geschützter Arten erholen. Vella hatte sich bei Plenardebatten im Europäischen Parlament trotz mehrfacher Aufforderung der Abgeordneten nicht eindeutig für die Erhaltung der Richtlinien ausgesprochen. Im Dezember 2016 entschied die Kommission, die Naturschutzrichtlinie Natura 2000 weiterzuführen.
Seine Amtszeit als EU-Kommissar endete mit dem Amtsantritt der Kommission von der Leyen I am 1. Dezember 2019.

## Ehrungen
- 2018: Deutscher Meerespreis[14]